# ويليام أو. جنكينز
ويليام أو. جنكينز (بالإسبانية: William O. Jenkins)‏ هو شخصية أعمال ودبلوماسي مكسيكي، ولد في 18 مايو 1878 في شيلبيفيل في الولايات المتحدة، وتوفي في 4 يونيو 1963 في مدينة بويبلا في المكسيك.